# Yoav Benjamini
Yoav Benjamini (5 de enero de 1949) es un estadístico israelí y profesor de estadística en la Universidad de Tel Aviv. Es conocido por desarrollar (con Yosef Hochberg) el concepto de la tasa de descubrimiento falso (FDR) y un criterio para controlarla llamado el "método de Benjamini-Hochberg".
Benjamini estudió matemáticas y física en la Universidad Hebrea de Jerusalén, graduándose en 1973. Se doctoró en estadística por la Universidad de Princeton en los Ustados Unidos.

## Concesiones y honores
Benjamini, Daniel Yekutieli y Ruth Heller del Departamento de Estadísticas de la Universidad de Tel Aviv recibieron el Premio Rousseeuw de Estadísticas en 2024.
Fue galardonado el Premio Israel en 2012. Desde 2015, es miembro de la Academia Israelí de Ciencias y Humanidades.

## Referencies
1. ↑  «Investigadores de la TAU ganan un premio de 1 millón de dólares por su trabajo en estadística». diariojudio.com. Consultado el 9 de agosto de 2025.
2. ↑  «Un «Nobel de la Estadística» para tres investigadores israelíes». Kehilá. Consultado el 9 de agosto de 2025.

- Datos: Q8054200
- Multimedia: Yoav Benjamini / Q8054200